# Primeiro-ministro da Albânia
O Primeiro-ministro da Albânia (em albanês:  Kryeministër i Shqipërisë) é o chefe de governo da República da Albânia desde a instituição do cargo em 1912 aquando do Governo Provisório da Albânia. 
A Albânia é um regime parlamentar, e o poder executivo reside no Conselho de Ministros, chefiado pelo primeiro-ministro. O primeiro-ministro é nomeado pelo presidente sob proposta do partido majoritário ou coligação de partidos.
O atual primeiro-ministro da Albânia é Edi Rama, que assumiu o cargo em setembro de 2013.

## Primeiros-ministros da Albânia
Desde a queda do regime comunista albanês em 1991, ocuparam o cargo de primeiro-ministro da Albânia:
| #  | Nome             | Imagem | Início do mandato       | Fim do mandato          | Ref         |
| -- | ---------------- | ------ | ----------------------- | ----------------------- | ----------- |
| 1  | Fatos Nano       |        | 22 de fevereiro de 1991 | 5 de junho de 1991      | [ 3 ]       |
| 2  | Ylli Bufi        |        | 5 de junho de 1991      | 10 de dezembro de 1991  | [ 4 ]       |
| 3  | Vilson Ahmeti    |        | 10 de dezembro de 1991  | 13 de abril de 1992     | [ 5 ]       |
| 4  | Aleksandër Meksi |        | 13 de abril de 1992     | 11 de março de 1997     | [ 6 ] [ 7 ] |
| 5  | Bashkim Fino     |        | 11 de março de 1997     | 24 de julho de 1997     | [ 8 ]       |
| 6  | Fatos Nano       |        | 24 de julho de 1997     | 2 de outubro de 1998    | [ 3 ]       |
| 7  | Pandeli Majko    |        | 2 de outubro de 1998    | 29 de outubro de 1999   | [ 9 ]       |
| 8  | Ilir Meta        |        | 29 de outubro de 1999   | 22 de fevereiro de 2002 | [ 10 ]      |
| 9  | Pandeli Majko    |        | 22 de fevereiro de 2002 | 31 de julho de 2002     | [ 9 ]       |
| 10 | Fatos Nano       |        | 31 de julho de 2002     | 11 de setembro de 2005  | [ 3 ]       |
| 11 | Sali Berisha     |        | 11 de setembro de 2005  | 15 de setembro de 2013  | [ 11 ]      |
| 12 | Edi Rama         |        | 15 de setembro de 2013  | presente                | [ 2 ]       |